# Синдром длинного интервала QT
Синдром длинного интервала QT — выявляемое на ЭКГ удлинение интервала QT (сердце слишком долго «перезаряжается»). Может приводить к смертельно опасным желудочковым аритмиям и внезапной сердечной смерти как у лиц с наличием структурной патологии сердца, так и с её отсутствием.

## Причины
Синдром длинного интервала QT бывает наследственным и приобретённым.
Причины наследственного удлинения интервала QT — наследуемые генетические мутации, изменяющие работу белков ионных каналов (синдром Романо — Уорда, синдром Джервелла — Ланге — Нильсена).
Причины приобретённого синдрома:
- электролитный дисбаланс[1]: гипокалиемия (включая неаккуратное использование диуретиков) и гипомагниемия;
- лекарственные препараты:
  - антиаритмические препараты (амиодарон)[1];
  - антипсихотики (галоперидол, кветиапин, оланзапин, рисперидон)[1];
  - антидепрессанты (селективные ингибиторы обратного захвата серотонина (флуоксетин, сертралин) и трициклики (амитриптилин))[1];
  - антибактериальные препараты (макролиды (кларитромицин, азитромицин), фторхинолоны (левофлоксацин, ципрофлоксацин))[1];
  - антимикотики[1] (низорал (кетоконазол));
  - CDK4/6-ингибиторы (рибоциклиб, палбоциклиб);
  - противоопухолевые препараты[1];
  - гиполипидемические препараты[1];
  - антигистаминные препараты[1];
  - прокинетики[1];
  - диуретики, кроме калийсберегающих[1];
- заболевания ЦНС (субарахноидальные кровоизлияния, травмы, тромбозы, эмболии, опухоли, инфекции и др.)[1];
- заболевания сердца (ишемическая болезнь сердца, миокардиты, кардиомиопатии, пороки сердца и пр.)[1];
- эндокринная патология (сахарный диабет, гипотиреоз, феохромоцитома)[1];
- отравления[1].

## Факторы риска
Факторы риска удлинения интервала QT подразделяют на модифицируемые и немодифицируемые. К немодифицируемым относятся:
- женский пол;
- пожилой и старческий возраст (65 лет и более);
- наследственная обусловленность;
- структурная патология сердца, сердечно-сосудистые заболевания (инфаркт миокарда, сердечная недостаточность и др.);
- патология печени и/или почек;

К модифицируемым относятся:
- брадикардия;
- нарушения электролитного обмена (гипокалиемия, гипомагниемия, гипокальциемия);
- истощение или ожирение;
- «стимулированное» состояние:
  - физические нагрузки;
  - стрессы;
  - применение симпатомиметиков (дофамин, адреналин или сальбутамол);
- лекарственные взаимодействия:
  - одновременное использование двух или более лекарств, удлиняющих интервал QT;
  - использование препаратов, удлиняющих интервал QT, в сочетании с препаратами, замедляющими их метаболизм;
  - препаратов, удлиняющих интервал QT, в сочетании с нарушающими электролитный обмен;
  - препаратов, удлиняющих интервал QT, в сочетании с препаратами, нарушающими функцию печени/почек;
- передозировка лекарственного средства, удлиняющего интервал QT;
- быстрое внутривенное введение лекарства, удлиняющего интервал QT.

## Осложнения
Синдром длинного интервала QT создаёт условия для формирования электрической нестабильности миокарда и тем самым приводит к развитию желудочковых аритмий — в особенности полиморфной желудочковой тахикардии, она же желудочковая тахикардия типа пируэт (Torsades de Pointes, TdP), которая, в свою очередь, трансформируется в фибрилляцию желудочков в 20 % случаев и при этом часто становится причиной смертельного исхода.
Клинические проявления полиморфной желудочковой тахикардии очень разнообразны. Некоторые из эпизодов, длящиеся несколько секунд, сопровождаются приступами головокружения, сердцебиения, одышки или же вообще не имеют клинических проявлений. Эпизоды, длящиеся более 10 секунд, сопровождаются развитием синкопальных состояний, а отсутствие восстановления сердечного ритма в течение 1—2 минут приводит к смерти.
Удлинение интервала QT может привести к полиморфной желудочковой тахикардии отнюдь не у всех пациентов. Риск её развития существенно больше, если интервал QT заметно увеличен и превышает 500 миллисекунд либо если это удлинение не достигает критических величин, однако сочетается с факторами риска тахикардии типа пируэт. К таким факторам риска относятся женский пол, наличие структурной патологии сердца, гипокалиемия, лекарственные взаимодействия. Вероятность развития тахикардии типа пируэт повышается при одновременном наличии нескольких факторов риска.
По различным данным, развитие полиморфной желудочковой тахикардии отмечается в 6—10% всех случаев лекарственно-индуцированного удлинения интервала QT.

## Распространённость
Синдром длинного интервала QT в общей популяции (от 12 лет и выше) встречается в пределах 1:3000 и 1:7000, причём у молодых лиц этот синдром главным образом связан с генетическими мутациями и является врождённым, а у пожилых лиц чаще встречается приобретённое удлинение QT.
М. Molokhia и соавторы в своём исследовании, изучив распространённость лекарственно-индуцированного удлинения интервала QT на юго-западе Франции в период с 1 января 1999 года по 1 января 2005 год, пришли к выводу, что эта распространённость составила 10,9 случая на 1 млн населения в год. По данным Управления по контролю за ЛС и продуктами медицинского назначения Швеции (Swedish Medical Products Agency, MPA), распространённость лекарственно-индуцированного удлинения QT в Швеции составила 40 случаев на 1 млн населения в год. Аналогичный показатель в Бельгии — 39 случаев на 1 млн населения. В Германии этот показатель составил 13 случаев, в Испании — 9,5, в 3 регионах Италии — 6,6 случая. По статистике ВОЗ, в период с 1983 по 1999 год наблюдалось возникновение 761 случая развития Torsades de pointes, 34 из которых привели к летальному исходу.
Как отмечают М. Molokhia и соавторы, особенно часто удлинение интервала QT и возникновение связанной с ним желудочковой тахикардии типа пируэт происходит при приёме антиаритмических препаратов III класса — 58%, в том числе 69% при приёме амиодарона в качестве монотерапии или в сочетании с другими антиаритмиками. Антиаритмические препараты I класса (флекаинид, хинидин) вызывают удлинение QT в 7,2% случаев, антипсихотики (амисульприд, тиоридазин, перициазин) — в 1,8%, противоинфекционные препараты (клофамизин, ломефлоксацин, итраконазол) вызывают его в 3,6%.
По данным ВОЗ, большинство сообщений об удлинении интервала QT и желудочковой тахикардии типа пируэт связаны с антиаритмическими препаратами I и III классов (хинидин; амиодарон, соталол), в несколько меньшей мере — с антимикробными препаратами (макролиды, фторхинолоны). С приёмом хинидина удлинение QT связано в пределах от 2,0 до 8,8%, соталола — от 1,8 до 4,8%. При использовании моксифлоксацина оно происходит у приблизительно 4 на 7,7 миллионов пациентов. Согласно статистике Управления по санитарному надзору за качеством пищевых продуктов и медикаментов США (Food and Drug Administration — FDA), 374 случая удлинения интервала QT и желудочковой тахикардии типа пируэт, отмечавшихся в США, связаны с применением антимикробных препаратов, из них 62% — с приёмом макролидов и фторхинолонов.

## Профилактика и лечение
Для профилактики лекарственно-индуцированного удлинения интервала QT необходим прежде всего отказ от применения препаратов с данным побочным эффектом, а при невозможности — выбор наиболее безопасного в этом отношении препарата и назначение его в минимально эффективной дозировке. Важные составляющие профилактики — также отслеживание и коррекция факторов риска удлинения интервала QT, электрокардиографический контроль. Все модифицируемые факторы риска (например, нарушения электролитного обмена) и назначение других лекарственных средств, с которыми связан риск лекарственного взаимодействия, следует скорректировать. Нужно избегать одновременного применения 2 и более лекарственных средств, удлиняющих интервал QT, сочетания QT-удлиняющего препарата с ингибиторами ферментов цитохрома P450, влияющих на метаболизм QT-удлиняющих препаратов, а также с лекарственными средствами, нарушающими баланс электролитов либо вызывающими нарушение функции печени и/или почек.
До начала лечения и во время терапии QT-удлиняющими препаратами следует выполнять регистрацию ЭКГ в 12 отведениях с определением корригированного интервала QT (QTc). Если исходное значение QTc превышает 0,45 секунд, нужно по возможности назначать альтернативные препараты, не обладающие QT-удлиняющим действием; если же отказ от QT-удлиняющих лекарственных средств невозможен, следует применять наиболее безопасный препарат в группе и самую низкую эффективную дозу лекарства.
Если во время лечения длительность QTc превысила 0,5 секунд (или достигла 0,06 секунд и выше от исходного значения), нужно отменить все подозреваемые в отношении удлинения интервала QT препараты, выявить и устранить возможные факторы риска, такие как электролитные расстройства, брадикардия. Лечение можно возобновить лишь после квалифицированной консультации кардиолога с оценкой отношения польза/риск, лишь после нормализации величины QTc, и при возобновлении лечения следует применять уменьшенную дозу препарата. Необходим постоянный мониторинг ЭКГ и отслеживание всех модифицируемых факторов риска.
При развитии полиморфной желудочковой тахикардии необходимы немедленная отмена всех подозреваемых препаратов, внутривенное введение сульфата магния. В случае затяжного эпизода тахикардии показано выполнение кардиоверсии, следует проводить мониторинг и коррекцию электролитных нарушений.
Для профилактики лекарственно-индуцированного удлинения интервала QT следует также информировать пациентов о необходимости уведомления лечащих врачей о наличии врождённого удлинения интервала QT или случаев лекарственно-индуцированного удлинения QT в анамнезе, а также эпизодов сердцебиения, одышки, головокружения или обморочных состояний.